# Fritz Jenzer
Fritz Jenzer (* 17. August 1907 in Thunstetten; † 21. März 1985 in Bern) war ein Schweizer Maler und Grafiker.

## Leben
Fritz Jenzer wird 1907 als Sohn eines Pfarrerehepaares in Thunstetten im Kanton Bern geboren. Nach der Schulzeit macht er eine vierjährige Lehre als Zeichner-Lithograph in der Polygraphischen Anstalt in Laupen. 1928/29 besucht er die Königliche Kunstgewerbeschule München. Danach folgt ein Jahr Kunstaufenthalt in Paris. Wieder in der Schweiz, lässt Jenzer sich in Spiez nieder und arbeitet als selbständiger Grafiker. 1932 wird Fritz Jenzer ein erstes Mal wegen eines Nervenleidens in einer psychiatrischen Klinik behandelt. Infolge dieses Leidens wird Fritz Jenzer einen grossen Teil seines Lebens in der bernischen psychiatrischen Klinik Waldau verbringen, wo er dann im Jahr 1985 auch verstirbt. Während seiner Klinikaufenthalte arbeitet Jenzer als «Hofgrafiker» in der Klinikmalerei und erschafft eine Vielzahl eigener Bilder und Zeichnungen.

## Werk
Fritz Jenzer hat ein umfangreiches Werk geschaffen. Bis heute sind etwa 800 Bilder katalogisiert. Jenzers Spezialität war die Aquarell-Malerei. Es sind aber auch viele Ölbilder, Bleistift-, Röthel-, Kohle- und Tuscharbeiten sowie Farbstiftzeichnungen und Spritztechnikbilder vorhanden. Jenzer fand die Motive für seine Bilder meistens in der unmittelbaren Nähe seiner Wohn- und Aufenthaltsorte. Viele seiner Werke zeigen Sujets des Klinikareals der Waldau – Umgebung, Gebäude, Abteilungen, Patienten –, was ihm die Bezeichnung „Waldau-Maler“ eingebracht hat. Während der Ferienabwesenheiten malte Jenzer bevorzugt Landschaftsbilder aus dem Berner Oberland. 1948 malte Jenzer im Restaurant Ringgenberg in Bern zwei Wandmalereien. Eine davon ist vor einiger Zeit übermalt worden. In den dreissiger Jahren lassen Jenzers Bilder noch den Einfluss der Impressionisten erkennen. Später wandte er sich einem naturalistischen Realismus zu. Seine Bilder sind bestechend präzise.
Jenzer verkaufte seine Bilder meistens an das Personal der Klinik, von dem sie sehr gefragt waren. Dadurch konnte er aber keinen grösseren Bekanntheitsgrad erwerben. Die erste Ausstellung seiner Werke im Juli 1985 in Bern konnte Fritz Jenzer nicht mehr erleben. Diese fand in der Galerie «Emmentaler Leinenstube» statt und war ein grosser Erfolg.